# Résultats par département des élections françaises de 1795

## Organisation des élections
Le décret du 13 fructidor an III (11 septembre 1795) demande aux assemblées d'électeurs de fournir pour chaque département, successivement :
- une liste principale, d'un nombre correspondant aux deux tiers des membres qu'elle doit fournir, en les choisissant soit dans la députation actuelle de leur département, soit parmi tous les autres membres de la convention (sauf ceux décrétés d'accusation ou d'arrestation);
- une liste supplémentaire de membres pris également sur la totalité de la Convention, d'un nombre triple de la première liste;
- enfin, une liste pour le dernier tiers à élire, pris soit sur les membres de la Convention, soit au dehors.

La loi portant convocation des assemblées électorales du 1er vendémiaire an IV (13 septembre 1795) fixe le nombre de députés à élire sur chacune de ces listes.
Comme on peut le voir dans les listes par assemblées départementales suivantes, ce système de vote a conduit à faire proposer le maintien de certains députés par plusieurs départements. Par exemple, Lanjuinais est présent sur les listes principales des départements de l'Ain, de l'Aisne, de l'Allier, de l'Aube, de l'Aveyron, etc.

## Suite des élections pour les députés de la Convention
Le 4 brumaire, la Convention se réunit une dernière fois pour se transformer en assemblée électorale. Elle a pour objectif de fixer la liste des 2/3 des conventionnels qui resteront dans les Conseils qui vont lui succéder (Conseil des Cinq-Cents et Conseil des Anciens). Pour cela elle établit deux listes parmi ces membres :
- ceux dont les noms ont été cités sur les listes principales ou supplémentaires des assemblées départementales se trouvent sur la Liste des électeurs,
- les autres se trouveront donc sur la Liste des éligibles.

Ensuite l'assemblée a fixé le nombre d'éligibles à élire en plus des électeurs, et chaque électeur a indiqué ses candidats pour les postes vacants.
A la fin de la séance, les 500 députés issus de la Convention et constituant les deux tiers des nouveaux conseils étaient fixés.

## Répartition entre les Conseils
Par exception à la Constitution de l'an III, la répartition dans les Conseils a ensuite été réalisé par tirage au sort des membres du Conseil des Anciens, les autres se trouvant de facto dans le Conseil des Cinq-Cents. Cette répartition a eu lieu lors d'une séance le 5 brumaire an IV (27 octobre 1795).
Les deux conseils siègent pour la première fois le lendemain, 6 brumaire an IV (28 octobre 1795).

## Sommaire
- Ain
- Aisne
- Allier
- Basses-Alpes
- Hautes-Alpes
- Alpes-Maritimes
- Ardèche
- Ardennes
- Ariège
- Aube
- Aude
- Aveyron
- Bouches-du-Rhône
- Calvados
- Cantal
- Charente
- Charente-Inférieure
- Cher
- Corrèze
- Corse
- Côte-d'Or
- Côtes-du-Nord
- Creuse
- Dordogne
- Doubs
- Drôme
- Eure
- Eure-et-Loir
- Finistère
- Gard
- Haute-Garonne
- Gers
- Gironde
- Hérault
- Ille-et-Vilaine
- Indre
- Indre-et-Loire
- Isère
- Jura
- Landes
- Loir-et-Cher
- Loire
- Haute-Loire
- Loire-Inférieure
- Loiret
- Lot
- Lot-et-Garonne
- Lozère
- Maine-et-Loire
- Manche
- Marne
- Haute-Marne
- Mayenne
- Meurthe
- Meuse
- Mont-Blanc
- Mont-Terrible
- Morbihan
- Moselle
- Nièvre
- Nord
- Oise
- Orne
- Pas-de-Calais
- Puy-de-Dôme
- Basses-Pyrénées
- Hautes-Pyrénées
- Pyrénées-Orientales
- Bas-Rhin
- Haut-Rhin
- Rhône
- Haute-Saône
- Saône-et-Loire
- Sarthe
- Seine
- Seine-Inférieure
- Seine-et-Marne
- Seine-et-Oise
- Deux-Sèvres
- Somme
- Tarn
- Var
- Vaucluse
- Vendée
- Vienne
- Haute-Vienne
- Vosges
- Yonne

## Ain
7 députés à élire : 5 parmi les membres actuels de la Convention, 15 pour former une liste supplémentaire parmi les membres de la Convention, 2 pour remplacer un tiers de la convention.
Liste principale
1. Lanjuinais (Jean-Denis),
2. Lesage (Denis-Toussaint),
3. Henry-Larivière (Pierre-François-Joachim),
4. Defermon (Jacques),
5. Saladin (Jean-Baptiste-Michel).

Liste supplémentaire
1. Boissy-d'Anglas (François-Antoine),
2. Durand-Maillane (Pierre-Toussaint),
3. Isnard (Henry-Maximin),
4. Dusaulx
5. Cambacérès (Jean-Jacques-Régis)
6. Pelet [de la Lozère] (Jean),
7. Borel
8. Boisset
9. Pierret
10. Kervelegan
11. Creuzé-Latouche
12. Gouly
13. Bailleul
14. Beffroy
15. Courtois

Députés du nouveau tiers
1. Girod (Jean-Louis), ex-député à la Législative, homme de loi à Gex,
2. Duplantier (Cécile-Marie Valentin-), homme de loi à Saint-Trivier.

## Aisne
10 députés à élire : 7 parmi les membres actuels de la Convention, 21 pour former une liste supplémentaire parmi les membres de la Convention, 3 pour remplacer un tiers de la convention.
Liste principale
1. Boissy-d'Anglas (François-Antoine),
2. Lanjuinais (Jean-Denis),
3. Henry-Larivière (Pierre-François-Joachim),
4. Durand-Maillane (Pierre-Toussaint),
5. Delahaye (Jacques-Charles-Gabriel),
6. Pierret (Joseph-Nicolas),
7. Pelet [de la Lozère] (Jean),

Liste supplémentaire
1. Piette,
2. Kervelegan,
3. Mollevaut,
4. Vernier,
5. Morisson,
6. Viennet,
7. Dautriche,
8. Laurenceot,
9. Rameau,
10. Pémartin,
11. Gaudin,
12. Debourges,
13. Rouzet,
14. Brisson,
15. Saurine,
16. Jard-Panvillier,
17. Sauvé,
18. Mesnard (sans doute Meynard),
19. Dubois [du Haut-Rhin]
20. Martinel,
21. Villar.

Députés du nouveau tiers
- Debatz-Montarlier l'aîné (Jacques-Louis-Constant), demeurant à Soissons, refuse,

1. Duuez (Charles-Christophe-François-Joseph), négociant à Saint-Quentin,
2. Dequin (Louis-Henri-René), accusateur public près le tribunal criminel du département,
3. Launois (Jean-Barthélemy), homme de loi à Vervins.

## Allier
7 députés à élire : 4 parmi les membres actuels de la Convention, 12 pour former une liste supplémentaire parmi les membres de la Convention, 3 pour remplacer un tiers de la convention.
Liste principale
1. Boissy-d'Anglas (François-Antoine),
2. Lanjuinais (Jean-Denis),
3. Henry-Larivière (Pierre-François-Joachim),
4. Cambacérès (Jean-Jacques-Régis).

Liste supplémentaire
1. Chabot,
2. Isnard (Henry-Maximin),
3. Dusaulx,
4. Lesage,
5. Saladin,
6. La Revellière-Lépeaux,
7. Defermon,
8. Vernerey,
9. Martel,
10. Courtois,
11. Siéyès,
12. Thibaudeau.

Députés du nouveau tiers
1. Vernin (Pierre-Joseph).
2. Goyard (Jean-Joseph), juge de paix de la commune de Moulins.
3. Dalphonse (François-J.-B.), président du département.

## Basses-Alpes
4 députés à élire : 2 parmi les membres actuels de la Convention, 6 pour former une liste supplémentaire parmi les membres de la Convention, 2 pour remplacer un tiers de la convention.
Liste principale
1. Savornin (Marc-Antoine), élu à la convention par le même département en 1792.
2. Peyre (Louis-François), élu à la convention par le même département en 1792.

Liste supplémentaire
1. Lanjuinais,
2. Henry-Larivière,
3. Defermon,
4. Maïsse, élu à la convention par le même département en 1792.
5. Boissy d'Anglas,
6. Durand-Maillane.

Députés du nouveau tiers
1. Palhier (François Marie),
2. Bovis (Honoré).

## Hautes-Alpes
3 députés à élire : 2 parmi les membres actuels de la Convention, 6 pour former une liste supplémentaire parmi les membres de la Convention, 1 pour remplacer un tiers de la convention.
Liste principale
1. Borel (Hyacinthe-Marcellin).
2. Izoard (Jean-François-Auguste).

Liste supplémentaire
1. Cazeneuve,
2. Serre,
3. Genevois,
4. Fayolle,
5. Colaud La Salcette,
6. Réguis.

Député du nouveau tiers
1. Bontoux (Paul-Benoist-François).

## Alpes-Maritimes
2 députés à élire : 2 parmi les membres actuels de la Convention, 6 pour former une liste supplémentaire parmi les membres de la Convention, 0 pour remplacer un tiers de la convention.
Liste principale
1. Blanqui (Jean-Dominique),
2. Beffroy (Louis-Étienne).

Liste supplémentaire
1. Prost,
2. Henry-Larivière,
3. Chiappe,
4. Saladin,
5. Lanjuinais,
6. Pelet [de la Lozère] (Jean),

Députés du nouveau tiers
- Néant.

## Ardèche
7 députés à élire : 5 parmi les membres actuels de la Convention, 15 pour former une liste supplémentaire parmi les membres de la Convention, 2 pour remplacer un tiers de la convention.
Liste principale
1. Gamon (François-Joseph),
2. Corenfustier (Simon-Joseph),
3. Boissy-d'Anglas (François-Antoine), élu à la Convention nationale par ce même département en 1792
4. Saint-Prix (Hector Soubeyran),
5. Garilhe (François Clément).

Liste supplémentaire
1. Henry-Larivière,
2. Bailleul,
3. Saladin,
4. Lesage,
5. Auguis,
6. Clauzel,
7. Guyardin,
8. Perèz [du Gers],
9. Pierret,
10. Courtois,
11. Serres (Jean-Jacques),
12. Rovère,
13. Cadroy,
14. Marbos,
15. Rouzet.

Députés du nouveau tiers
1. Rouchon (Henri), électeur à Largentière,
2. Madier (Noël-Joseph), électeur à Bourg-Saint-Andéol.

## Ardennes
Liste principale
1. Baudin (Pierre-Charles-Louis),
2. Thierriet (Claude),
3. Blondel (Jacques),
4. Piette (Jean-Baptiste).

Liste supplémentaire
1. Boissy d'Anglas,
2. Perrin [des Vosges],
3. Roux,
4. Lanjuinais,
5. Calès,
6. Cambacérès (Jean-Jacques-Régis),
7. Henry-Larivière,
8. Isnard (Henry-Maximin),
9. Dumont André,
10. Lesage [d'Eure-et-Loir] ,
11. Delacroix Charles,
12. Saladin.

Députés du nouveau tiers
1. Golzart (Nicolas-Constant), ex-député à la Législative.
2. Marchoux (Jean-François Nicolas), commissaire national près le tribunal du district de Vouziers, séant à Attigny.

## Ariège
Liste principale
1. Clauzel (Jean-Baptiste),
2. Campmartin (Pierre),
3. Bordes (Paul-Joseph).

Liste supplémentaire
1. Lanjuinais,
2. Boissy-d'Anglas,
3. Barras,
4. Merlin (de Douai),
5. Delmas,
6. Grégoire,
7. Tallien,
8. Defermon,
9. Saurine.

Députés du nouveau tiers
1. Cassaing (Jean-Eléonore), procureur-syndic du district de Pamiers,
2. Estaque (Jean-Baptiste), procureur général syndic du département.

## Aube
Liste principale
1. Pierret (Joseph-Nicolas),
2. Lanjuinais (Jean-Denis),
3. Henry-Larivière (Pierre-François-Joachim),
4. Bailleul (Jacques-Charles).

Liste supplémentaire
1. Boissy-d'Anglas,
2. Albert,
3. Bailly,
4. Harmand,
5. Dusaulx,
6. Auguis,
7. Jary,
8. Durand-Maillane,
9. Doulcet,
10. Daunou,
11. Kervelegan,
12. Corenfustier.

Députés du nouveau tiers
1. Duchastel-Berthelin (Jacques-Jean-Baptiste), négociant.
2. Missonnet (Jean-Baptiste-Edme-Henry), président du tribunal du district de Nogent-sur-Seine.

- Mennessier (Joseph), administrateur du département, refuse pour cause de santé.

## Aude
Liste principale
1. Périès cadet (Jacques),
2. Ramel-Nogaret (Dominique-Vincent),
3. Morin (François-Antoine),
4. Lanjuinais (Jean-Denis).

Liste supplémentaire
1. Boissy-d'Anglas,
2. Cambacérès (Jean-Jacques-Régis),
3. Merlin [de Thionville],
4. Legendre [de Paris],
5. Barras,
6. Henry-Larivière,
7. Merlin [de Douai],
8. Isnard (Henry-Maximin),
9. De Bry,
10. Grégoire,
11. Pelet [de la Lozère] (Jean),
12. Tallien.

Députés du nouveau tiers
1. Fabre (Jean-Pierre),
2. Salaman (André), président du tribunal du district de Narbonne.

## Aveyron
Liste principale
1. Lanjuinais (Jean-Denis),
2. Lobinhes (Louis),
3. Bernard-Saint-Affrique (Louis),
4. Henry-Larivière (Pierre-François-Joachim),
5. Defermon (Jacques).

Liste supplémentaire
1. Boissy-d'Anglas,
2. Pelet [de la Lozère] (Jean),
3. Lesage [d'Eure-et-Loir] ,
4. Saladin,
5. Dusaulx,
6. Laurenceot,
7. Philippe-Delleville,
8. Wandelaincourt,
9. Pierret,
10. Cadroy,
11. Pémartin,
12. Bresson,
13. Bailleul,
14. Durand- Maillane,
15. Rous.

Députés du nouveau tiers
1. Perrin (Valentin), homme de loi,
2. Pons (Jean-Étienne-Robsrt), maire de Saint-Martin-de-Lenne,
3. Dubruel (Pierre-Jean-Joseph).

## Bouches-du-Rhône
Liste principale
1. Durand-Maillane (Pierre-Toussaint),
2. Henry-Larivière (Pierre-François-Joachim),
3. Auguis (Pierre-Jean-Baptiste),
4. Boissy-d'Anglas (François-Antoine),
5. Cadroy (Paul).

Liste supplémentaire
1. Lanjuinais,
2. Dusaulx,
3. Serres,
4. Pelet [de la Lozère] (Jean),
5. Defermon,
6. Bouret,
7. Corenfustier,
8. Blanc (Marne),
9. Réguis,
10. Saladin,
11. Rouzet,
12. Rouyer,
13. Lesage,
14. Mollevaut,
15. Desgraves.

Députés du nouveau tiers
1. Noguier-Malijay (Louis-Maximilien-Toussaint),
2. Jourdan (Joseph),
3. Siméon (Joseph-Gérôme).

## Calvados
Liste principale
1. Philippe-Delleville (Jean-François),
2. Doulcet-Pontécoulant (Louis-Gustave), député du Calvados en exercice,
3. Du Bois du Bais (Louis-Thibault),
4. Dumont (Louis-Philippe),
5. Lemoine (Joachim-Thadée-Louis),
6. Jouenne (Thomas-François-Ambroise),
7. Legot (Alexandre),
8. Henry-Larivière (Pierre-François-Joachim).

Liste supplémentaire
1. Boissy-d'Anglas,
2. Pelet [de la Lozère] (Jean),
3. Lanjuinais,
4. Thibaudeau,
5. Defermon,
6. Merlin (de Thionville),
7. La Revellière-Lépeaux,
8. Genissieu,
9. Bouret,
10. Merlin (de Douai),
11. Daunou,
12. Dusaulx,
13. Clauzel,
14. Le Sage,
15. Cambacérès (Jean-Jacques-Régis),
16. Louvet (du Loiret),
17. Baudin,
18. Johannot,
19. Le Tourneur (de la Manche),
20. Eschasseriaux aîné,
21. Barras,
22. Chevalier (Gilbert),
23. Grégoire,
24. Chenier.

Députés du nouveau tiers
1. Le Boucher-Deslongpares (François-Jean-Baptiste), président du tribunal du district de Bayeux,
2. Le Cordier (Louis-Hippolyte), procureur-syndic du district de Lisieux,
3. Gauthier (Pierre), commissaire national près le tribunal du district de Vire,
4. Chatry-Lafosse aîné (Pierre-Jacques-Samuel), habitant la commune de Caen.

## Cantal
Liste principale
1. Bertrand (Antoine),
2. Chabanon (Antoine-Dominique),
3. Thibault (Anne-Alexandre-Marie),
4. Mejansac (Jacques).

Liste supplémentaire
1. Cambacérès (Jean-Jacques-Régis),
2. Boissy-d'Anglas,
3. Daunou,
4. Lanjuinais,
5. Defermon,
6. Lesage (d'Eure-et-Loir),
7. Thibaudeau,
8. Creuzé-Latouche,
9. Baudin,
10. La Revellière-Lépeaux,
11. Barras,
12. Merlin (de Douai).

Députés du nouveau tiers
1. Armand (François), maire d'Aurillac,
2. Vacher (Charles), maire de Mauriac.

## Charente
Liste principale
1. Boissy-d'Anglas (François-Antoine),
2. Lanjuinais (Jean-Denis),
3. Devars(Jean),
4. Ribereau (Jean),
5. Maulde (Pierre-Jacques),
6. Henry-Larivière (Pierre-François-Joachim).

Liste supplémentaire
1. Cambacérès (Jean-Jacques-Régis),
2. Thibaudeau,
3. Lesage (Eure-et-Loir),
4. Daunou,
5. Reubell,
6. Saladin,
7. Courtois,
8. Harmand,
9. Dusaulx,
10. Meynard,
11. Defermon,
12. Bernard-Saint-Affrique,
13. Auguis,
14. Pelet [de la Lozère] (Jean),
15. Dautriche,
16. Pierret,
17. Penières,
18. Bellegarde.

Députés du nouveau tiers
- Mallet (Pierre), accusateur public, refuse.

1. Pougeard-Dulimbert (François), ex-constituant,
2. Rouhaud (François), procureur syndic du district de Cognac.

## Charente-Inférieure
Liste principale
1. Eschasseriaux aîné (Joseph),
2. Eschasseriaux jeune (René),
3. Bréard (Jean-Jacques),
4. Vinet (Pierre),
5. Lozeau (Paul-Augustin),
6. Giraud (Alexis).

Liste supplémentaire
1. Boissy-d'Anglas,
2. Cambacérès (Jean-Jacques-Régis),
3. Lanjuinais,
4. Desgraves,
5. Dautriche,
6. Merlin (de Douai),
7. Henry-Larivière,
8. La Révellière-Lépeaux,
9. Siéyès,
10. Merlin (de Thionville),
11. Isnard (Henry-Maximin),
12. Defermon,
13. Reubell,
14. Lesage,
15. Thibaudeau,
16. Dusaulx,
17. Barras,
18. Legendre (de Paris).

Députés du nouveau tiers
1. Le Vallois (Joseph-Jean-Baptiste),
2. Garreau (Pierre),
3. Laurenceau (Jean-François),
4. Delacoste (Jean-Aimé).

## Cher
Liste principale
1. Porcher (Gilles),
2. Pépin (Sylvain),
3. Baucheton (François).

Liste supplémentaire
1. Cambacérès (Jean-Jacques-Régis),
2. Henry-Larivière,
3. Lanjuinais,
4. Thibaudeau,
5. Boissy-d'Anglas,
6. Durand-Maillane,
7. Dusaulx,
8. Laurenceot,
9. Defermon.

Députés du nouveau tiers
1. Dumont (François),
2. Robin (Jean-Gabriel).

## Corrèze
Liste principale
1. Penières (Jean-Augustin), élu à la convention en 1792 par le même département,
2. Lanjuinais (Jean-Denis),
3. Defermon (Jacques),
4. Henry-Larivière (Pierre-François-Joachim).

Liste supplémentaire
1. Boissy-d'Anglas,
2. Cambacérès (Jean-Jacques-Régis),
3. Treilhard,
4. Chauvier,
5. Saladin,
6. Lesage,
7. Dusaulx,
8. Thibaudeau,
9. Clauzel,
10. Isnard (Henry-Maximin),
11. Pierret,
12. Dulaure.

Députés du nouveau tiers
1. Malès (Gabriel),
2. Marbot (Antoine).

## Côte-d'Or
Liste principale
1. Boissy-d'Anglas (François-Antoine),
2. Henry-Larivière (Pierre-François-Joachim),
3. Thibaudeau (Claire),
4. Lesage (Denis-Toussaint),
5. Lanjuinais (Jean-Denis).

Liste supplémentaire
1. Isnard (Henry-Maximin),
2. Merlin (de Douai),
3. La Revellière-Lépeaux,
4. Daunou,
5. Defermon,
6. Durand-Maillane,
7. Prieur(C.-A.),
8. Berlier,
9. Siéyès,
10. Barras,
11. Dusaulx,
12. Bailleul,
13. Girot Pouzol,
14. Vernier,
15. Saint-Martin (Ardèche).

Députés du nouveau tiers
1. Ligeret (Sébastien),
2. Guillemot (Jean), président du tribunal de Beaune,
3. Crétet (Emmanuel), propriétaire.

## Côtes-du-Nord
Liste principale
1. Boissy-d'Anglas (François-Antoine),
2. Daunou (Pierre-Claude-François),
3. Defermon (Jacques),
4. Lanjuinais (Jean-Denis),
5. Couppé (Gabriel-Hyacinthe),
6. Lesage (Denis-Toussaint),
7. Gauthier (René-Claude),
8. Fleury (Honoré-Marie),
9. Henry-Larivière (Pierre-François-Joachim).

Liste supplémentaire
1. Cambacérès (Jean-Jacques-Régis),
2. Kervelegan,
3. Durand Maillane,
4. Serre (Hautes Alpes),
5. Doulcet,
6. Le Tourneur (de la Manche),
7. Obelin Kergall,
8. Dusaulx,
9. Delahaye,
10. Rabaut Pomier,
11. Auguis,
12. Creuzé-Latouche,
13. Treilhard,
14. Bailleul,
15. Pierret,
16. Alquier,
17. Barailon,
18. Lomont,
19. Mercier,
20. Gamon,
21. Dubusc,
22. Palasne-Champeaux,
23. Laurence,
24. Toudic,
25. Morisson,
26. Guyomar,
27. Goudelin.

Députés du nouveau tiers
1. Vistorte (Antoine-Marie-Noël-Julien), âgé de 38 ans,
2. Delaporte [de Lamballe] (Jean-Baptiste-François), âgé de 41 ans,
3. Guynot-Boismenu (Pierre-François), âgé de 49 ans,
4. Macaire (Julien-Vincent).

## Creuse
Liste principale
1. Texier-Mortegoutte (Léonard-Michel),
2. Faure (Amable),
3. Barailon (Jean-François),
4. Jorrand (Louis).

Liste supplémentaire
1. Boissy-d'Anglas,
2. Cambacérès (Jean-Jacques-Régis),
3. Chenier,
4. Vernerey,
5. Louvet (du Loiret),
6. Bentabole,
7. Carnot,
8. Lanjuinais,
9. Duval (Charles),
10. De Bry (Jean),
11. Bréard,
12. Lindet (Thomas Robert).

Députés du nouveau tiers
1. Dissandes-Moulevade (Jean), administrateur du département,
2. Coutisson-Dumas (Jean-Baptiste), membre de la Convention.

## Dordogne
Liste principale
1. Meynard (François),
2. Lamarque (François),
3. Boussion (Pierre),
4. Pénières (Jean-Augustin),
5. Durand-Maillane (Pierre-Toussaint),
6. Chauvier (Claude-François-Xavier),
7. Borie-Cambort (Étienne).

Liste supplémentaire
1. Boissy-d'Anglas,
2. La Revellière-Lépeaux,
3. Lanjuinais,
4. Lesage,
5. Baudin,
6. Thibaudeau,
7. Reubell,
8. Daunou,
9. Henry-Larivière,
10. Defermon,
11. Eschasseriaux aîné,
12. Mathieu,
13. Courtois,
14. Clauzel,
15. Rabaut-Pomier,
16. Pierret,
17. Bailleul,
18. Johannot,
19. Dulaure,
20. Geoffroy,
21. Delahaye.

Députés du nouveau tiers
1. Dalby (Martial), président du tribunal criminel, âgé de 53 ans,
2. Maleville (Jacques), membre du Tribunal de cassation, âgé de 55 ans,
3. Ponterie-Escot (Jean-Jacques), maire de Bergerac,
4. Dupayrat (Pierre-Théodore-Noël).

## Doubs

### Assemblée électorale séante en la salle décadaire
Liste principale
1. Besson (Alexandre),
2. Boissy-d'Anglas (François-Antoine),
3. Seguin (Philippe-Charles-François),

Liste supplémentaire
1. Lanjuinais,
2. Laurenceot,
3. Vigneron,
4. Thibaudeau,
5. Henry-Larivière,
6. Pelet [de la Lozère] (Jean),
7. Bailleul,
8. Pierret,
9. Pémartin.

Députés du nouveau tiers
1. Louvot (Claude-Étienne-Joseph), membre du Directoire.
2. Couchery (Jean-Baptiste), procureur général syndic du département.

### Assemblée électorale séante en la maison des ci-devant Bénédictins de Besançon
Le procès-verbal de l'assemblée scissionnaire du Doubs ne fournit pas les noms
des élus du nouveau tiers. Cette élection a été annulée par la loi du 19 ventôse an IV.
Liste principale
1. Quirot (Jean-Baptiste),
2. Monnot (Jacques-François-Charles),
3. Michaud (Jean-Baptiste).

Liste supplémentaire
1. Duval (Charles),
2. Monmayou,
3. Barras,
4. Guyomar,
5. Gaston,
6. Roberjot,
7. Eschasseriaux, aîné,
8. Gourdan,
9. Audouin.

Députés du nouveau tiers
?

## Drôme
Liste principale
1. Fayolle (Jean-Raymond),
2. Maninel (Joseph-Marie-Philippe),
3. Marbos (François),
4. Jacomin (Jean-Jacques-Hippolyte).

Liste supplémentaire
1. Lanjuinais,
2. Boissy d'Anglas,
3. Durand-Maillane,
4. Pelet [de la Lozère] (Jean),
5. Henry-Larivière,
6. Cambacérès (Jean-Jacques-Régis),
7. Gérente (Olivier),
8. Doulcet,
9. Saladin,
10. Dusaulx,
11. Defermon,
12. Cadroy.

Députés du nouveau tiers
1. Aymé (Jean-Jacques),
2. Gailhard (Charles- Antoine).

## Eure
Liste principale
1. Lanjuinais (Jean-Denis),
2. Boissy d'Anglas (François-Antoine),
3. Savary (Louis-Jacques),
4. Topsent (Jean-Baptiste-Nicolas),
5. Henry-Larivière (Pierre-François-Joachim),
6. Bidault (Gervais),
7. Lindet (Robert-Thomas) & Defermon, élus à égalité de voix; l'assemblée ne connaissant pas leur âge les classe ensemble.

Liste supplémentaire
1. Vernier,
2. Cambacérès (Jean-Jacques-Régis),
3. Dusaulx,
4. Baudin,
5. Merlin (de Douai),
6. Merlin (de Thionville),
7. Creuzé-Latouche,
8. Devérité,
9. Lofficial,
10. Mollevaut,
11. Durand-Maillane,
12. Morisson,
13. Rouzet,
14. Defermon,
15. Meynard,
16. Dautriche,
17. Fourmy,
18. Lomont,
19. Blanc (de la Marne),
20. Desgraves,
21. Lalande.

Députés du nouveau tiers
1. Eude fils (Jean-François), président du tribunal civil de Saint-Audemer,
2. Le Danois (André-Basile), président du tribunal civil de Bernay,
3. Le Cerf (François), procureur général syndic du département.

## Eure-et-Loir
Liste principale
1. Lanjuinais (Jean-Denis),
2. Henry-Larivière (Pierre-François-Joachim),
3. Defermon (Jacques),
4. Boissy d'Anglas (François-Antoine).

Liste supplémentaire
1. Giroust (Jacques-Charles),
2. Morisson,
3. Pelet [de la Lozère] (Jean),
4. Durand-Maillane,
5. Chevalier (de l'Allier),
6. Bernard-Saint-Affrique,
7. Debourges,
8. Kervelegan,
9. Dusaulx,
10. Rouzet,
11. Cambacérès (Jean-Jacques-Régis),
12. Thibaudeau.

Députés du nouveau tiers
1. Dussieux (Louis), électeur du canton de Courville,
2. Barreau (Louis), défenseur officieux.

## Finistère
Liste principale
1. Boissy d'Anglas (François-Antoine),
2. Kervélégan (Augustin-Bernard-François), conventionnel élu par le même département en 1792,
3. Lanjuinais (Jean-Denis),
4. Cambacérès (Jean-Jacques-Régis),
5. Lesage (Denis-Toussaint),
6. Blad (Claude-Antonin-Augustin), conventionnel élu par le même département en 1792,
7. Isnard (Henry-Maximin),
8. Bohan (Alain), conventionnel élu par le même département en 1792, ancien député à la législative.

Liste supplémentaire
1. Henry-Larivière,
2. Defermon,
3. Merlin (de Thionville),
4. Saladin,
5. Thibaudeau,
6. La Revellière-Lépeaux,
7. Daunou,
8. Clauzel,
9. Cochon,
10. Courtois,
11. Legendre,
12. Merlin (de Douai),
13. Dusaulx,
14. Pelet [de la Lozère] (Jean),
15. Siéyès,
16. Penières,
17. Genissieu,
18. Grégoire,
19. Durand-Maillane,
20. Couppé (des Côtes-du-Nord),
21. Lakanal,
22. Creuzé-Latouche,
23. Alquier,
24. Camus.

Députés du nouveau tiers
1. Bergevin (Olivier),
2. Trouille (Jean-Nicolas),
3. Riou (François-Marie-Joseph).

## Gard
Liste principale
1. Boissy d'Anglas (François-Antoine),
2. Jac (Jacques),
3. Pelet [de la Lozère] (Jean),
4. Bertezène (Jean-Étienne),
5. Rabaut-Pomier (Jacques-Antoine).

Liste supplémentaire
1. Lanjuinais,
2. Henry-Larivière,
3. Lesage (Denis-Toussaint),
4. Defermon,
5. Daunou,
6. Bailleul,
7. Penières,
8. La Revellière-Lépeaux,
9. Kervelegan,
10. Treilhard,
11. Doulcet-Pontécoulant (Louis-Gustave), député du Calvados en exercice,
12. Courtois,
13. Dusaulx,
14. Baudin,
15. Thibaudeau.

Députés du nouveau tiers
- Formés (François-Auguste) et Azemar (Jean-Baptiste-Pierre-Melchior d') refusent le mandat.

1. Noaille (Jacques-Barthélémy), électeur du canton de Nîmes,
2. David-Jonquier (Pierre), électeur du canton du Pont-Saint-Esprit,
3. Reinaud-Lascour (Annibal-Jérôme-Joseph), électeur du canton d'Alais,

## Haute-Garonne
Liste principale
1. Pérès (Emmanuel),
2. Delmas (Jean-François-Bertrand),
3. Calès (Jean-Marie),
4. Clauzel (Jean-Baptiste),
5. Legendre [de Paris] (Louis),
6. Lespinasse (Jean-Joseph-Louis).

Liste supplémentaire
1. Merlin (de Douai),
2. Barras,
3. Chenier,
4. Treilhard,
5. Collombel (de la Meurthe),
6. La Revellière-Lépeaux,
7. Louvet [de la Seine] (sic),
8. Goupilleau [de Fontenay],
9. Merlin (de Thionville),
10. Boissy d'Anglas,
11. Carnot,
12. Bréard,
13. Campmartin,
14. Baudin,
15. Defermon,
16. Cambacérès (Jean-Jacques-Régis),
17. Lanjuinais,
18. Siéyès.

Députés du nouveau tiers
1. Perignon (Dominique-Catherine), général,
2. Gerla fils aîné (Pierre), procureur syndic du district de Castelsarrasin,
3. Martin (Roger), procureur général syndic du département,
4. Abolin (Germain-Théodose).

## Gers
Liste principale
1. Moysset (Jean),
2. Laplaigne (Antoine),
3. Descamps (Bernard),
4. Bouillerot (Alexis-Joseph),
5. Perèz (Joachim).

Liste supplémentaire
1. Barras,
2. Defermon,
3. Cambacérès (Jean-Jacques-Régis),
4. La Revellière-Lépeaux,
5. Boissy d'Anglas,
6. Merlin (de Douai),
7. Henry-Larivière,
8. Lanjuinais,
9. Saladin,
10. Daunou,
11. Courtois,
12. Isnard (Henry-Maximin),
13. Reubell,
14. Mailhe,
15. Siéyès.

Députés du nouveau tiers
1. Laborde (Jean-Pierre), maire de Lombez,
2. Desmolin fils (Jean-Baptiste), de Lectoure.

## Gironde
Liste principale
1. Boissy d'Anglas (François-Antoine),
2. Lanjuinais (Jean-Denis),
3. Henry-Larivière (Pierre-François-Joachim),
4. Cambacérès (Jean-Jacques-Régis),
5. Lesage (Denis-Toussaint),
6. Defermon (Jacques),
7. Saladin (Jean-Baptiste-Michel),
8. Bergoeing (François),
9. Dusaulx (Jean).

Liste supplémentaire
1. Isnard (Henry-Maximin),
2. Besson,
3. Durand-Maillane,
4. La Revellière-Lépeaux,
5. Thibaudeau,
6. Daunou,
7. Baudin,
8. Kervelegan,
9. Merlin (de Douai),
10. Penières,
11. Doulcet-Pontécoulant (Louis-Gustave), député du Calvados en exercice,
12. Pelet [de la Lozère] (Jean),
13. Meillan,
14. Auguis,
15. Dévérité,
16. Sieyès,
17. Bailleul,
18. Vernier,
19. Pierret,
20. Eschasseriaux aîné,
21. De Bry (Jean),
22. Creuzé-Latouche,
23. Reubell,
24. Delahaye,
25. Louvet (Jean-Baptiste),
26. Courtois,
27. Camus et Merlin de Thionville, élus à égalité de voix.

Députés du nouveau tiers
- Journu-Auber (Bernard), refuse pour cause de santé,
- Gramont (Joseph-Barthélémy), refuse le mandat,

1. Labrouste (François-Marie-Alexandre),
2. Cholet (François-Armand), né le 8 juillet 1747,
3. Duchatel (Charles Jacques-Nicolas),
4. Laffon-Ladebat (André-Daniel),
5. Buhan (Joseph-Michel-André-Marie).

## Hérault
Liste principale
1. Cambacérès (Jean-Jacques-Régis),
2. Viennet (Jacques-Joseph),
3. Girot-Pouzol (Jean-Baptiste),
4. Castilhon (Pierre),
5. Rouyer (Jean-Pascal).

Liste supplémentaire
1. Boissy d'Anglas,
2. Thibaudeau,
3. Merlin (de Douai),
4. Henry-Larivière,
5. Lanjuinais,
6. La Revellière-Lépeaux,
7. Lesage,
8. Baudin,
9. Daunou,
10. Defermon,
11. Penières,
12. Bailleul,
13. Dusaulx,
14. Saladin,
15. Barras.

Députés du nouveau tiers
1. Crassous (Aaron-Jean-François), président de l'assemblée électorale,
2. Malibran (Jean-Baptiste), administrateur du département.

## Ille-et-Vilaine
Liste principale
1. Defermon (Jacques),
2. Boissy d'Anglas (François-Antoine),
3. Obelin (Mathurin-François),
4. Lanjuinais (Jean-Denis),
5. Le Breton (Roch-Pierre-François),
6. Cambacérès (Jean-Jacques-Régis),
7. Henry-Larivière (Pierre-François-Joachim),
8. Dusaulx (Jean),
9. Saladin (Jean-Baptiste-Michel).

Liste supplémentaire
1. Lesage,
2. Durand-Maillane,
3. Merlin (de Douai),
4. Daunou,
5. Isnard (Henry-Maximin),
6. Mollevaut,
7. La Revellière-Lépeaux,
8. Doulcet-Pontécoulant (Louis-Gustave), député du Calvados en exercice,
9. Siéyès,
10. Vernier,
11. Baudin,
12. De Bry,
13. Mathieu,
14. Merlin (de Thionville),
15. Alquier,
16. Eschasseriaux aîné,
17. Guyton-Morveau,
18. Lanthenas,
19. Reubell,
20. Bailleul,
21. Grenot,
22. Creuzé-Latouche,
23. Grégoire,
24. Le Tourneur (de la Manche),
25. Genissieu,
26. Pelet [de la Lozère] (Jean),
27. Auguis.

Députés du nouveau tiers
1. Petiet (Claude), commissaire ordonnateur en chef,
2. Bodinier (Jean-Julien),
3. Rallier (Louis-Anne-Esprit),
4. Lemerer (Roland-Gaspard).

## Indre
Liste principale
1. Porcher (Gilles),
2. Boudin (Jacques-Antoine),
3. Derazey (Jean-Joseph-Eustache).

Liste supplémentaire
1. Boissy d'Anglas,
2. Henry-Larivière,
3. Lanjuinais,
4. Cambacérès (Jean-Jacques-Régis),
5. Defermon,
6. Lesage,
7. Thibaudeau,
8. Saladin,
9. Thabaud.

Députés du nouveau tiers
1. Peneau (Jacques-Philippe), receveur du district d'Issoudun.
2. Le Grand (Jérôme), juge au tribunal de Châteauroux.

## Indre-et-Loire
Liste principale
1. Lanjuinais (Jean-Denis),
2. Henry-Larivière (Pierre-François-Joachim),
3. Durand-Maillane (Pierre-Toussaint),
4. Dusaulx (Jean),
5. Saladin (Jean-Baptiste-Michel) et Pottier (Charles), élus à nombre égal de voix.

Liste supplémentaire
1. Boissy d'Anglas,
2. Boucher Saint-Sauveur,
3. Defermon,
4. Bodin,
5. Bailleul,
6. Lesage,
7. Pelet [de la Lozère] (Jean),
8. Auguis,
9. Dumont (André),
10. Isnard (Henry-Maximin),
11. Ruelle,
12. Pottier (Charles) (sic),
13. Duval (de la Seine-Inférieure),
14. Nioche,
15. Serre.

Députés du nouveau tiers
1. Esnault (Pierre-Rose), procureur général syndic du département,
2. Fontenay (Henri), administrateur du district de Tours.

## Isère
Liste principale
1. Genevois (Louis-Benoist),
2. Lanjuinais (Jean-Denis),
3. Servonat (Joseph-Sébastien),
4. Henry-Larivière (Pierre-François-Joachim),
5. Defermon (Jacques),
6. Boissy d'Anglas (François-Antoine),
7. Durand-Maillane (Pierre-Toussaint).

Liste supplémentaire
1. Boissier,
2. Réal,
3. Lesage,
4. Grégoire,
5. Genissieu,
6. Dusaulx,
7. Courtois,
8. Treilhard,
9. Pelet [de la Lozère] (Jean),
10. Merlin (de Douai),
11. Vernier,
12. Reubell,
13. Gamon,
14. Cambacérès (Jean-Jacques-Régis),
15. Penières,
16. Mailhe,
17. Creuzé-Latouche,
18. Decomberousse,
19. Doulcet,
20. Desgraves,
21. Bailleul.

Députés du nouveau tiers
1. Nugue (Antoine-Laurent), jurisconsulte,
2. Dumolard (Joseph-Vincent), ex-législateur,
3. Alricy (Antoine-Joseph), procureur syndic du district de La Tour-du-Pin,
4. Jubié (Pierre-Joseph-Fleury), négociant.

## Jura
Liste principale
1. Laurenceot (Jacques-Henri),
2. Vernier (Théodore),
3. Ferroux (Étienne-Joseph),
4. Grenot (Antoine),
5. Babey (Pierre-Athanase-Marie).

Liste supplémentaire
1. Boissy d'Anglas,
2. Besson,
3. Isnard (Henry-Maximin),
4. Thibaudeau,
5. Henry-Larivière,
6. Lanjuinais,
7. Amyon,
8. Lesage,
9. Defermon,
10. Bailly,
11. Saladin,
12. Cambacérès (Jean-Jacques-Régis),
13. Kervelegan,
14. Treilhard,
15. Penières.

Députés du nouveau tiers
1. Monnier (Étienne-Marie), ancien procureur-syndic du district de Poligny,
2. Goy (Claude-Antoine), maire de Poligny.

## Landes
Liste principale
1. Meillan (Arnaud),
2. Lanjuinais (Jean-Denis),
3. Henry-Larivière (Pierre-François-Joachim),
4. Saladin (Jean Baptiste-Michel),

Liste supplémentaire
1. Boissy d'Anglas,
2. Lesage,
3. Eschasseriaux aîné,
4. Doulcet-Pontécoulant (Louis-Gustave), député du Calvados en exercice,
5. Garran-Coulon,
6. Philippe-Delleville,
7. Defermon,
8. Pelet [de la Lozère] (Jean),
9. Pémartin,
10. Cappin,
11. Kervelegan,
12. Saurine.

Députés du nouveau tiers
1. Duprat (Pierre), accusateur public,
2. Darracq aîné (François-Balthazar).

## Loir-et-Cher
Liste principale
1. Leclerc (Claude-Nicolas),
2. Lanjuinais (Jean-Denis),
3. Henry-Larivière (Pierre-François-Joachim).

Liste supplémentaire
1. Lesage,
2. Dusauix,
3. Saladin,
4. Clauzel,
5. Laurenceot,
6. Pelet [de la Lozère] (Jean),
7. Penières,
8. Morisson,
9. Delahaye.

Députés du nouveau tiers
1. Crenière (Jean-Baptiste), électeur de Vendôme, ex-constituant,
2. Ferrand-Vaillant (Jean-Jacques), électeur de Blois.

## Loire
Liste principale
1. Boissy d'Anglas (François Antoine),
2. Lanjuinais (Jean-Denis),
3. Lesage (Denis-Toussaint),
4. Henry-Larivière (Pierre-François-Joachim),
5. Dusaulx (Jean).

Liste supplémentaire
1. Forest (Jacques),
2. Durand-Maillane,
3. Saladin,
4. Defermon,
5. Pelet [de la Lozère] (Jean),
6. Beraud (Marcellin),
7. Courtois,
8. Bailleul,
9. Bonet (Haute-Loire),
10. Serre,
11. Pierret,
12. Rouzet,
13. Desgraves,
14. Delahaye,
15. Thibaudeau.

Députés du nouveau tiers
1. Praire (Joseph), administrateur du district de Saint-Étienne.
2. Duguet (André), maire de Montbrison.
3. Meaudre (Charles-Adrien), procureur syndic du district de Roanne.

## Haute-Loire
Liste principale
1. Barthélémy (Jean-André),
2. Bonet (Joseph-Balthazar),
3. Pierret (Joseph-Nicolas),
4. Lanjuinais (Jean-Denis).

Liste supplémentaire
1. Pelet [de la Lozère] (Jean),
2. Lesage,
3. Henry-Larivière,
4. Saladin,
5. Olivier-Gerente,
6. Saint-Prix,
7. Morisson,
8. Durand-Maillane,
9. Bergoeing,
10. Corenfustier,
11. Gantois,
12. Defermon.

Députés du nouveau tiers
1. Borne (Laurent), de Pradelles, ex-procureur syndic.
2. Croze (Jean-Joseph), ex-procureur syndic du district de Brioude.

## Loire-Inférieure
Liste principale
1. Boissy d'Anglas (François-Antoine),
2. Cambacérès (Jean-Jacques-Régis),
3. Merlin [de Thionville] (Antoine),
4. Villers (François-Toussaint),
5. Merlin [de Douai] (Philippe-Antoine),
6. La Revellière-Lépeaux (Louis-Marie),
7. Méaulle (Jean-Nicolas),
8. Louvet (Jean-Baptiste).

Liste supplémentaire
1. Isnard (Henry-Maximin),
2. Lesage [d'Eure-et-Loir] ,
3. Gillet,
4. Eschasseriaux aîné,
5. Chenier,
6. Barras,
7. Lakanal,
8. Reubell,
9. Bentabole,
10. Carnot,
11. Lesage-Senault,
12. Hardy,
13. Genissieu,
14. Prieur (Côte-d'Or),
15. Baudin (Ardennes),
16. Garran-Coulon,
17. Guyomar,
18. Guyton-Morveau,
19. Thibaudeau,
20. Legendre (de Paris),
21. Dumont (André),
22. Defermon,
23. Lefebvre-Chauvière.

Députés du nouveau tiers
1. Baco (René-Gaston),
2. Giraud (Pierre-Guillaume-Henri),
3. Grelier (Pierre).

## Loiret
Liste principale
1. Henry-Larivière (Pierre-François-Joachim),
2. Lanjuinais (Jean-Denis),
3. Pelet [de la Lozère] (Jean),
4. Dusaulx (Jean).

Liste supplémentaire
1. Durand-Maillane,
2. Boissy d'Anglas,
3. Defermon,
4. Vernier,
5. Chasset,
6. Bernard-Saint-Affrique,
7. Corenfustier,
8. Rouzet,
9. Morisson,
10. Bailleul,
11. Jourdan,
12. Delahaye.

Députés du nouveau tiers
1. Lemarcis (Pierre-Marie-Louis),
2. Dupont [de Nemours] (Pierre-Samuel),
3. Mersan (Denis-François).

## Lot

### Assemblée mère séante à l'église Sainte-Ursule
Liste principale
1. Sallèles (Jean),
2. Lanjuinais (Jean-Denis),
3. Henry-Larivière (Pierre- François-Joachim),
4. Bouygues (Jean-Pierre),
5. Saladin (Jean-Baptiste-Michel),
6. Blaviel (Antoine-Innocent),
7. Lesage (Denis-Toussaint).

Liste supplémentaire
1. Durand-Maillane,
2. Laboissière,
3. Serre,
4. Rouzet,
5. Baudin,
6. Boissy d'Anglas,
7. Vernier,
8. Courtois,
9. Pierret,
10. Kervelegan,
11. Lomont,
12. Defermon,
13. Isnard (Henry-Maximin),
14. Pelet [de la Lozère] (Jean),
15. Laurence,
16. Lobinhes,
17. Bergoeing,
18. Aubry,
19. Doulcet,
20. Savary,
21. Cadroy.

Députés du nouveau tiers
1. Brugous (Jean-Baptiste), procureur syndic du district de Figeac,
2. Doumerc (Daniel), propriétaire à Montauban,
3. Salgues aîné (Thomas), maire de Marcilhac.

### Assemblée électorale scissionnaire séante dans la salle du district de Cahors
Dans le Lot, les élus de l'assemblée scissionnaire (deux sur trois) furent d'abord admis au Conseil des Anciens, mais la loi du 17 pluviôse an IV ayant annulé les opérations de l'assemblée scissionnaire, les députés admis furent tenus de se retirer.
Liste principale
1. Blaviel (Antoine-Innocent),
2. Cledel (Étienne),
3. Bouygues (Jean-Pierre),
4. Delbrel (Pierre),
5. Sartre (Marc-Antoine),
6. Monmayou (Hugues-Guillaume-Bernard-Joseph),
7. Sallèles (Jean).

Liste supplémentaire
1. Merlin (de Douai),
2. Boissy d'Anglas,
3. Merlin (de Thionville),
4. Siéyès,
5. Clauzel,
6. La Revellière-Lépeaux,
7. Isnard (Henry-Maximin),
8. Legendre (de Paris),
9. Lacombe-Saint Michel,
10. Laboissière,
11. Barras,
12. Camus,
13. Cambacérès (Jean-Jacques-Régis),
14. Louvet(Jean-Baptiste),
15. Dubois-Crancé,
16. Eschasseriaux aîné,
17. Tallien,
18. Chenier,
19. Thibaudeau,
20. Bourdon (de l'Oise),
21. Mailhe.

Députés du nouveau tiers
1. Combes-Dounous (Jean-Isaac), administrateur du département,
2. Lachièze (Pierre), administrateur du département,
3. Duphénieux (Claude), de Cajarc.

## Lot-et-Garonne
Liste principale
1. Boissy d'Anglas (François-Antoine),
2. Claverye (Jean-Baptiste-Joseph),
3. Cabarroc (Antoine),
4. Vidalot (Antoine),
5. Lanjuinais (Jean-Denis).

Liste supplémentaire
1. Henry-Larivière,
2. Cambacérès (Jean-Jacques-Régis),
3. Doulcet,
4. Defermon,
5. Lesage,
6. Guyet-Laprade,
7. Laurent (Lot-et-Garonne),
8. Thibaudeau,
9. Merlin (de Douai),
10. Durand-Maillane,
11. Daunou,
12. Isnard (Henry-Maximin),
13. La Revellière-Lépeaux,
14. Mailhe,
15. Saladin.

Députés du nouveau tiers
1. Brostaret (Jean), président de l'Assemblée électorale,
2. Depère (Mathieu),
3. Lacuée jeune (Jean-Gérard).

## Lozère
Liste principale
1. Pelet [de la Lozère] (Jean),
2. Gérente (Fiacre-Olivier),
3. Henry-Larivière (Pierre-François-Joachim).

Liste supplémentaire
1. Boisset,
2. Girot-Pouzol,
3. Pierret,
4. Morisson,
5. Durand-Maillane,
6. Moysset,
7. Rouyer,
8. Bernard-Saint-Affrique,
9. Saladin.

Député du nouveau tiers
1. André fils (Pierre), procureur-syndic du district de Mende.

## Maine-et-Loire
Liste principale
1. La Revellière-Lépeaux (Louis-Marie),
2. Boissy d'Anglas (François-Antoine),
3. Dandenac aîné (Marie-François),
4. Cambacérès (Jean-Jacques-Régis),
5. Merlin [de Douai] (Philippe-Antoine),
6. Merlin [de Thionville] (Antoine),
7. Dandenac jeune (Jacques).

Liste supplémentaire
1. Siéyès,
2. Barras,
3. Lesage (Eure-et-Loir),
4. Legendre (de Paris),
5. Thibaudeau,
6. Reubell,
7. Isnard (Henry-Maximin),
8. Daunou,
9. Eschasseriaux aîné,
10. Baudin,
11. Chenier.
12. Louvet(J.-B.),
13. De Bry,
14. Treilhard,
15. Lakanal,
16. Goupilleau (de Fontenay),
17. Carnot,
18. Garran-Coulon,
19. Delaunay (d'Angers),
20. Lanjuinais,
21. Defermon.

Députés du nouveau tiers
1. Leclerc (Jean-Baptiste), ex-constituant,
2. Pilastre (Urbain-René), ex-constituant,
3. Volney (Constantin-François Chassebeuf de), ex-constituant,
4. Savary (Jean-Julien-Marie), adjudant général.

## Manche
Liste principale
1. Poisson (Jacques),
2. Le Tourneur (Étienne-François-Louis-Honoré),
3. Pinel (Pierre),
4. Engerran (Jacques),
5. Havin (Léonor),
6. Regnauld-Bretel (Charles-Louis-François),
7. Boissy d'Anglas (François-Antoine),
8. Ribet (Bon-Jacques-Gabriel Bernardin).

Liste supplémentaire
1. Barras,
2. Sauvé,
3. Cambacérès (Jean-Jacques-Régis),
4. De Bry (Jean),
5. Legendre (de Paris),
6. Lesage (Eure-et-Loir),
7. Loysel,
8. Defermon,
9. Dusaulx,
10. Lanjuinais,
11. Durand-Maillane,
12. Louvet,
13. La Revellière-Lépeaux,
14. Henry-Larivière,
15. Eschasseriaux aîné,
16. Dubois-Crancé,
17. Lomont,
18. Carnot,
19. Isnard (Henry-Maximin),
20. Bonnesœur,
21. Hubert,
22. Thibaudeau,
23. Bentabole,
24. Penières.

Députés du nouveau tiers
1. Loisel (Gilbert-Jean-François), président du tribunal criminel,
2. Le Maignen (François-Anne-René), maire, receveur du district de Carentan,
3. Fremond (Jean-François), procureur général syndic du département,
4. Boursin (Guillaume), ex-administrateur (sic),
5. Perrée (Pierre-Nicolas), ex-constituant,

- Bougainville (Louis-Antoine), ancien chef d'escadre, refuse.

## Marne
Liste principale
1. Albert (Jean-Bernard),
2. Blanc (François-Joseph),
3. Poulain [de Boutancourt] (Jean-Baptiste-Célestin),
4. Baucheton (François).

Liste supplémentaire
1. Lanjuinais,
2. Henry-Larivière,
3. Lesage,
4. Boissy d'Anglas,
5. Lofficial,
6. Creuzé-Latouche,
7. Morisson,
8. Chasset,
9. Rouzet,
10. Jard-Panvillier,
11. Servonat,
12. Wandelaincourt.

Députés du nouveau tiers
1. Salligny (Nicolas-Louis),
2. Le Roy (Nicolas-Marie),
3. Detorcy (Louis-Joseph).

## Haute-Marne
Liste principale
1. Wandelaincourt (Antoine Hubert),
2. Lanjuinais (Jean-Denis),
3. Henry-Larivière (Pierre-François-Joachim).

Liste supplémentaire
1. Saladin,
2. Albert,
3. Pierret,
4. Dusaulx,
5. Bresson,
6. Gamon,
7. Mollevaut,
8. Ehrmann,
9. Doulcet.

Députés du nouveau tiers
1. Parisot (Jacques), électeur du canton de Chalancey,
2. Carbelot (Claude-Joseph), électeur du canton de Varennes.

## Mayenne
Liste principale
1. Enjubault (Mathurin-Étienne),
2. Serveau (François),
3. Bissy (Jacques-François),
4. Destriché (Yves-Marie),
5. Boissy d'Anglas (François-Antoine).

Liste supplémentaire
1. Delaunay (d'Angers),
2. Barras,
3. Bentabole,
4. Carnot,
5. La Revellière-Lépeaux,
6. Lesage,
7. Baudin,
8. Chenier,
9. Duval (Charles),
10. Dubois-Crancé,
11. Lanjuinais,
12. Hardy,
13. Defermon,
14. Henry-Larivière,
15. Garnier (de Saintes) et Pocholle, à égalité de voix.

Députés du nouveau tiers
1. Segretain (Louis-François-Laurent), président du corps électoral,
2. Volney (Constantin-François), ci-devant instituteur aux écoles communales,
3. Maupetit (Michel-René), administrateur du district de Mayenne.

## Meurthe
Liste principale
1. Zangiacomi (Joseph),
2. Mollevaut (Étienne),
3. Boissy d'Anglas (François-Antoine),
4. Michel (Pierre),
5. Lanjuinais (Jean-Denis),
6. Genevois (Louis-Benoist).

Liste supplémentaire
1. Henry-Larivière,
2. Cambacérès (Jean-Jacques-Régis),
3. Durand-Maillane,
4. Defermon,
5. Lesage,
6. Baudin,
7. Thibaudeau,
8. Grégoire,
9. Isnard (Henry-Maximin),
10. Daunou,
11. Saladin,
12. Dusaulx,
13. La Revellière-Lépeaux,
14. Le Tourneur,
15. Faure,
16. Besson,
17. Pflieger,
18. Eschasseriaux aîné.

Députés du nouveau tiers
1. Mallarmé (Claude-Joseph), procureur général syndic du département,
2. Régnier (Claude-Ambroise), ex-constituant.

## Meuse
Liste principale
1. Harmand (Jean-Baptiste),
2. Humbert (Sébastien),
3. Bazoche (Claude-Hubert),
4. Moreau(Jean).

Liste supplémentaire
1. La Revellière-Lépeaux,
2. Thibaudeau,
3. Isnard (Henry-Maximin),
4. Lanjuinais,
5. Delaunay,
6. Baudin,
7. Morisson,
8. Jard Panvillier,
9. Musset,
10. Auguis,
11. Defermon,
12. Delacroix (Charles) et Barras, à égalité de voix.

Députés du nouveau tiers
1. Paillet (Jean-Joseph), procureur syndic du district de Verdun,
2. Grison (Joseph), administrateur du département.

## Mont-Blanc
Liste principale
1. Duport (Bernard-Jean-Maurice),
2. Dumaz (Jacques-Marie),
3. Marin (Anthelme),
4. Balmain (Jacques-Antoine),
5. Gumery (Michel),
6. Dubouloz (Jean-Michel),
7. Marcoz (Jean-Baptiste-Philippe).

Liste supplémentaire
1. Boissy d'Anglas,
2. Thibaudeau,
3. Daunou,
4. Lesage,
5. Henry-Larivière,
6. Reubell,
7. Defermon,
8. Lanjuinais,
9. Pelet [de la Lozère] (Jean),
10. Saladin,
11. Cambacérès (Jean-Jacques-Régis),
12. Merlin (de Douai),
13. Dupuis (des Ecoles centrales),
14. Rabaut-Pomier,
15. Boissier,
16. Vernier,
17. Bion,
18. Personne,
19. Auguis,
20. Bailleul,
21. Laurenceot.

Députés du nouveau tiers
1. Favre (François), ex-maire d'Annecy,
2. Mermoz (Paul-Louis-Balthazar), ex-procureur général syndic,
3. Gavard (Joseph-Marie), ex procureur syndic du district de Cluses.

## Mont-Terrible
Liste principale
1. Lemane (Antoine).

Liste supplémentaire
1. Bailly,
2. Lanjuinais,
3. Boissy d'Anglas.

Député du nouveau tiers
1. Raspieler jeune (Ignace), commissaire national près le tribunal civil de Porrentruy.

## Morbihan
Liste principale
1. Gillet (Pierre-Mathurin),
2. Lemalliaud (Joseph-François),
3. Boissy d'Anglas (François-Antoine),
4. Cambacérès (Jean-Jacques-Régis),
5. Michel (Guillaume),
6. Roüault (Joseph-Yves),
7. Merlin [de Thionville] (Antoine).

Liste supplémentaire
1. Isnard (Henry-Maximin),
2. Merlin [de Douai],
3. Chaignard,
4. Legendre [de Paris],
5. Dubignon,
6. Lesage [d'Eure-et-Loir] ,
7. Siéyès,
8. Genissieu,
9. La Revellière-Lépeaux,
10. De Bry (Jean),
11. Courtois,
12. Couppé,
13. Kervelegan,
14. Lakanal,
15. Henry-Larivière,
16. Grégoire,
17. Carnot,
18. Chenier,
19. Lanjuinais,
20. J.-B. Louvet,
21. Defermon.

Députés du nouveau tiers
1. Boullé (Jean-Pierre), procureur général syndic du département,
2. Perret (François-Marie), président du tribunal criminel du département,
3. Bachelot (François-Marie), substitut de l'accusateur public près le tribunal criminel.

## Moselle
Liste principale
1. Boissy d'Anglas (François-Antoine),
2. Lanjuinais (Jean-Denis),
3. Henry-Larivière (Pierre-François-Joachim),
4. Defermon (Jacques),
5. Merlin [de Thionville (Antoine),
6. Bar (Jean-Étienne).

Liste supplémentaire
1. Genevois,
2. Dusaulx,
3. Lesage,
4. Becker,
5. Saladin,
6. Durand-Maillane,
7. Karcher,
8. Doulcet-Pontécoulant (Louis-Gustave), député du Calvados en exercice,
9. Blaux,
10. Isnard (Henry-Maximin),
11. Couturier,
12. Vernier,
13. Bailleul,
14. Pierret,
15. Bentabole,
16. Carnot,
17. Louvet(J.-B.),
18. Cambacérès (Jean-Jacques-Régis).

Députés du nouveau tiers
1. Pécheur (Jean -Pierre), président de l'Assemblée électorale,
2. Barbé-Marbois (François), secrétaire de l'Assemblée électorale.
3. Thiébault (Pierre), électeur.

## Nièvre
Liste principale
1. Guillerault (Jean-Guillaume),
2. Jourdan (Jean-Baptiste),
3. Henry-Larivière (Pierre-François-Joachim),
4. Laurenceot (Jacques-Henry).

Liste supplémentaire
1. Boissy d'Anglas,
2. Lanjuinais,
3. Durand-Maillane,
4. Pelet [de la Lozère] (Jean),
5. Dusaulx,
6. Corenfustier,
7. Ramel Nogaret,
8. Delcasso,
9. Fourmy,
10. Devérité,
11. Rouyer,
12. Bergoeing.

Députés du nouveau tiers
1. Ballard (Philibert), procureur général syndic du département,
2. De Larue (Isaac-Étienne), président de l'administration du district de la Charité.

## Nord
Liste principale
1. Barras (Paul),
2. Lesage-Senault (Gaspard-Jean-Joseph),
3. Poultier (François-Martin),
4. Boissy d'Anglas (François-Antoine),
5. Boyaval (Charles-Louis-Laurent),
6. Guiot (Florent),
7. Louvet (Jean-Baptiste),
8. Duval (Charles),
9. Cochet (Henry),
10. Derenty (François-Marie),
11. Drouet (Jean-Baptiste),
12. Ducos (Roger),
13. Guyomar (Pierre).

Liste supplémentaire
1. Cambacérès (Jean-Jacques-Régis),
2. Le Tourneur [de la Manche],
3. Berlier,
4. Gossuin,
5. Eschasseriaux aîné,
6. Genissieu,
7. Legendre [de Paris],
8. Lakanal,
9. Lacombe-Saint-Michel,
10. Camus,
11. Carnot,
12. Dubois-Crancé,
13. Bentabole,
14. Lindet Robert,
15. Quinette,
16. Siéyès,
17. Treilhard,
18. Thibaudeau,
19. Bréard,
20. Delmas,
21. Perrin [des Vosges],
22. Reubell,
23. Pons [de Verdun],
24. Charlier,
25. Collombel,
26. Coupé [de l'Oise],
27. Garran-Coulon,
28. Raffron,
29. Carpentier,
30. Chenier,
31. Gillet,
32. Mercier,
33. Louis [du Bas-Rhin],
34. Bancal,
35. Laporte,
36. Ramel,
37. Richard,
38. Roux,
39. Deville.

Députés du nouveau tiers
1. Devinck-Thiery (François-Régis-Benjamin),
2. Plichon (Pierre), fermier à Salesches,
3. Dupire (Georges-Henry-Joseph),
4. Woussen (Jean-François), ex-procureur syndic du district de Hazebrouck,
5. Duhot (Albert-Augustin-Antoine-Joseph), de Condé,
6. Dauchy (Alexis-François-Joseph), de Dunkerque,
7. Fauvel (Aimé-Amand-Fidèle), médecin à Lille.

## Oise
Liste principale
1. Lanjuinais (Jean-Denis),
2. Delamarre (Antoine),
3. Boissy d'Anglas (François-Antoine),
4. Henry-Larivière (Pierre-François-Joachim),
5. Defermon (Jacques),
6. Mathieu (Jean-Baptiste-Charles).

Liste supplémentaire
1. Cambacérès (Jean-Jacques-Régis),
2. Dusaulx,
3. Lesage [d'Eure-et-Loir] ,
4. Thibaudeau,
5. Durand-Maillane,
6. Pelet [de la Lozère] (Jean),
7. Reubell,
8. Saladin,
9. Merlin [de Douai]
10. Vernier,
11. Bailleul,
12. Portiez,
13. Kervelegan,
14. Bézard,
15. Isnard (Henry-Maximin),
16. Louvet [de la Somme],
17. Penières,
18. Doulcet.

Députés du nouveau tiers
1. Dauchy (Luc-Jacques-Édouard), ex-constituant,
2. Borel (Durand), procureur général syndic du département,
3. Dufresnoy (Adrien-Jean-Louis),

- Juéry (Pierre), ex-législateur, refuse.

## Orne
Liste principale
1. Boissy d'Anglas (François-Antoine),
2. Dugué d'Assé (Jacques-Claude),
3. Thomas-Laprise (Charles-Jean-Étienne),
4. Daunou (Pierre-Claude-François),
5. Siéyès (Emmanuel-Joseph),
6. Chenier (Marie- Joseph),
7. Plet-Beauprey (Pierre-François-Nicolas).

Liste supplémentaire
1. Merlin [de Douai],
2. Cambacérès (Jean-Jacques-Régis),
3. Merlin [de Thionville],
4. Thibaudeau,
5. La Revellière-Lépeaux,
6. Louvet [du Loiret],
7. Baudin,
8. Reubell,
9. Barras,
10. De Bry,
11. Lesage [d'Eure-et-Loir] ,
12. Legendre [de Paris],
13. Vernier,
14. André Dumont,
15. Mailhe,
16. Ramel,
17. Duval (Charles),
18. Lacombe-Saint-Michel,
19. Carnot,
20. Lanjuinais,
21. Fourmy.

Députés du nouveau tiers
- Chausson-La Salle fils (Jacques-François-Louis), refuse,

1. Goupil-Prefelne (Guillaume-François-Charles),
2. Chartier (Philippe-François), juge au tribunal du district de Bellême,
3. Renault (Alexandre-Jacques), administrateur du département.

## Pas-de-Calais
Liste principale
1. Lanjuinais (Jean-Denis),
2. Henry-Larivière (Pierre-François-Joachim),
3. Personne (Jean-Baptiste),
4. Boissy d'Anglas (François-Antoine),
5. Dusaulx (Jean),
6. Bollet (Philippe-Albert),
7. Defermon (Jacques),
8. Durand-Maillane (Pierre-Toussaint),
9. Harmand (Jean-Baptiste),

Liste supplémentaire
1. Cambacérès (Jean-Jacques-Régis),
2. Lesage,
3. La Revellière-Lépeaux,
4. Vernier,
5. Thibaudeau,
6. Saladin,
7. Delamarre,
8. Courtois,
9. Pelet [de la Lozère] (Jean),
10. Le Tourneur [Manche],
11. Bailleul,
12. Dubois [du Haut-Rhin],
13. Rouzet,
14. Pierret,
15. Ehrmann,
16. Delahaye,
17. Berlier,
18. Penières,
19. Rovère,
20. Bergoeing,
21. Gaudin,
22. Ducos(Roger),
23. Ludot,
24. Boisset,
25. Cadroy,
26. Daunou,
27. Morisson.

Députés du nouveau tiers
1. Bénard-Lagrave (Pierre-Antoine-Marie),
2. De Lattre (Henri-Bernard), maire de Saint-Omer,
3. Vaillant (Jacques-Louis-Nicolas), président du Tribunal de cassation,
4. Liborel (Guillaume-François), homme de loi.

## Puy-de-Dôme
Liste principale
1. Girot-Pouzol (Jean-Baptiste),
2. Bancal (Jean-Henry),
3. Dulaure (Jacques-Antoine),
4. Jourde (Gilbert-Amable),
5. Rudel (Claude-Antoine),
6. Artaud-Blanval (Joseph),
7. Pacrôs (Benoît-Noël),
8. Gibergues (Pierre).

Liste supplémentaire
1. Pons [de Verdun],
2. La Revellière-Lépeaux,
3. Baudin,
4. Chenier,
5. Louvet [du Loiret],
6. Carnot,
7. Genissieu,
8. Prieur [de la Côte-d'Or],
9. Garran-Coulon,
10. Hardy,
11. Bentabole,
12. Treilhard,
13. Guyomar,
14. Villetard,
15. Lesage-Senault,
16. Duval (Charles),
17. Monmayou,
18. Bordas,
19. Guillemardet,
20. Goupilleau [de Fontenay],
21. Oudot,
22. Ingrand,
23. Bézard,
24. Garnier [de Saintesl,

Députés du nouveau tiers
1. Huguet (Jean-Antoine), ex-constituant,
2. Bergier (Antoine), homme de loi à Clermont,
3. Thévenin (Antoine), homme de loi à Montégut.
4. Favard (Guillaume-Jean), d'Issoire.

## Basses-Pyrénées
Liste principale
1. Pémartin (Joseph),
2. Casenave (Antoine),
3. Conte (Antoine),
4. Neveu (Étienne),
5. Vidal (Jean),
6. Laa (Antoine).

Liste supplémentaire
1. Boissy d'Anglas,
2. Cambacérès (Jean-Jacques-Régis),
3. Lesage [d'Eure-et-Loir] ,
4. Barras,
5. J.-B. Louvet,
6. Merlin [de Douai],
7. Carnot,
8. Isnard (Henry-Maximin),
9. Siéyès,
10. La Revellière-Lépeaux,
11. Quinette,
12. Lamarque,
13. Bancal,
14. Camus,
15. Drouet,
16. Thomas Paine,
17. Legendre [de Paris],
18. Guyomar.

Députés du nouveau tiers
1. Fargues (Henri),
2. Meillan (Arnaud),
3. Maluquer (Jean-Pierre).

## Hautes-Pyrénées
Liste principale
1. Picqué (Jean-Pierre),
2. Gertoux (Brice),
3. Lacrampe (Jean).

Liste supplémentaire
1. Lanjuinais,
2. Boissy d'Anglas,
3. Cambacérès (Jean-Jacques-Régis),
4. Mailhe,
5. Henry-Larivière,
6. Dauphole,
7. Salaclin,
8. Laplaigne,
9. Grégoire.

Députés du nouveau tiers
- Peré (Antoine-François), président du Tribunal criminel, refuse,

1. Ozun (Jean-Antoine), administrateur du département.

## Pyrénées-Orientales
Liste principale
1. Cassanyès (Jacques-Joseph-François),
2. Guiter (Joseph).

Liste supplémentaire
1. Boissy d'Anglas,
2. Cambacérès (Jean-Jacques-Régis),
3. Louvet [du Loiret],
4. Tallien,
5. Delcasso,
6. Montégut.

Député du nouveau tiers
1. Izos (Jacques).

## Bas-Rhin
Liste principale
1. Boissy d'Anglas (François-Antoine),
2. Christiani (Marie-Frédéric-Henri),
3. Bailly (Edme-Louis-Barthélemy),
4. Isnard (Henry-Maximin),
5. Henry-Larivière (Pierre-François-Joachim),
6. Lesage [d'Eure-et-Loir] (Denis-Toussaint),
7. Lanjuinais (Jean-Denis),
8. Pelet [de la Lozère] (Jean),

Liste supplémentaire
1. Karcher,
2. Thibaudeau,
3. De Bry,
4. Durand-Maillane,
5. Vernier,
6. Thibault,
7. Aubry,
8. Mailhe,
9. Mollevaut,
10. Eschasseriaux jeune,
11. Bailleul,
12. Daunou,
13. Rabaut-Pomier,
14. Doulcet,
15. Defermon,
16. Harmand,
17. Bréard,
18. Dusaulx,
19. Bergoeing,
20. Pierret,
21. Saladin,
22. Laurenceot,
23. Genevois,
24. Dentzel & Richou, élus à égalité de voix.

Députés du nouveau tiers
1. Hermann (Jean-Frédéric), procureur de la commune de Strasbourg,
2. Kauffmann (Joseph-Louis), membre du Directoire du département,
3. Bertrand (Isaac), de Bischwiller.

## Haut-Rhin
Liste principale
1. Reubell (Jean-François),
2. Pflieger (Jean-Adam),
3. Guittard (Jean-Baptiste),
4. Albert (Jean-Bernard),
5. Dubois (François-Louis-Esprit)

Liste supplémentaire
1. Boissy d'Anglas,
2. Ritter,
3. Siéyès,
4. Johannot,
5. Laporte,
6. Vernier,
7. Lanjuinais,
8. Cambacérès (Jean-Jacques-Régis),
9. Legendre [de Paris],
10. Bailly,
11. Henry-Larivière,
12. Merlin [de Douai],
13. Tallien,
14. Chénier,
15. Richou.

Députés du nouveau tiers
1. Rossée (Jean-François-Philibert), ex-législateur,
2. Belin (Pierre-Joseph).

## Rhône
Liste principale
1. Lanjuinais (Jean-Denis),
2. Henry-Larivière (Pierre-François-Joachim),
3. Dusaulx (Jean),
4. Boissy d'Anglas (François-Antoine),
5. Lesage (Denis-Toussaint).

Liste supplémentaire
1. Defermon,
2. Chasset,
3. Pelet [de la Lozère] (Jean),
4. Bailleul,
5. Morisson,
6. Cambacérès (Jean-Jacques-Régis),
7. Richaud,
8. Vernier,
9. Pémartin,
10. Borel,
11. Daunou,
12. Desgraves,
13. Thibaudeau,
14. Doulcet,
15. Servonat.

Députés du nouveau tiers
1. Rambaud (Pierre-Thomas), accusateur public près le tribunal criminel,
2. Mayeuvre-Champvieux (Étienne),
3. Beraud (Paul-Emilien), juge au tribunal du district de Lyon,

- Agniel-Chenelette (Jean-Baptiste), refuse.

## Haute-Saône
Liste principale
1. Vigneron (Claude-Bonaventure),
2. Balivet (Claude-François),
3. Bolot (Claude-Antoine),
4. Chauvier (Claude-François-Xavier),
5. Boissy d'Anglas (François-Antoine).

Liste supplémentaire
1. Dumont(André),
2. Cambacérès (Jean-Jacques-Régis),
3. Thibaudeau,
4. Daunou,
5. Vernier,
6. Ferroux,
7. Baudin,
8. Lanjuinais,
9. Lesage (d'Eure-et-Loir
10. Grenot,
11. Mathieu,
12. Laurenceot,
13. Villers,
14. Henry-Larivière,
15. Pelet [de la Lozère] (Jean),

Députés du nouveau tiers
1. Boyer (François-Victor-Romain), procureur général syndic du département,
2. Vuilley (Claude-Antoine), juge de paix du canton de Conflans.

## Saône-et-Loire
Liste principale
1. Lanjuinais (Jean-Denis),
2. Cambacérès (Jean-Jacques-Régis),
3. Henry-Larivière (Pierre-François-Joachim),
4. Daunou (Pierre-Claude-François),
5. Bailleul (Jacques-Charles),
6. Pelet [de la Lozère] (Jean),
7. Defermon (Jacques).

Liste supplémentaire
1. Guillemardet,
2. Roberjot,
3. Boissy d'Anglas,
4. Merlin [de Douai],
5. Thibaudeau,
6. Reubell,
7. Lesage [d'Eure-et-Loir] ,
8. Mailly,
9. Borel,
10. Bréard,
11. Ramel,
12. Vernier,
13. Marec,
14. Morisson,
15. Le Tourneur [de la Manche],
16. Penières,
17. Courtois,
18. Desgraves,
19. Kervelegan,
20. Pierret,
21. La Revellière-Lépeaux.

Députés du nouveau tiers
1. Larmagnac (Claude), homme de loi à Louhans.
2. Geoffroy (Côme-Antoine), homme de loi.
3. Dujardin (Antoine), homme de loi à Châlon.
4. Polissard (Philibert-Antoine), homme de loi à Mâcon.

## Sarthe
Liste principale
1. Sieyès (Emmanuel-Joseph),
2. Lehault (Bernard-Pierre),
3. François-Primaudière (René),
4. Carnot (Lazare-Nicolas-Marguerite),
5. Reubell (Jean),
6. Louvet (Jean-Baptiste).

Liste supplémentaire
1. Daunou,
2. Cambacérès (Jean-Jacques-Régis),
3. Baudin,
4. Eschassériaux aîné,
5. Mathieu,
6. Chenier,
7. Vernier,
8. Guyton-Morveau,
9. De Bry,
10. Pérès [de la Haute-Garonne],
11. Genissieu,
12. Barras,
13. Perrin,
14. Le gendre [de Paris],
15. Fourcroy,
16. Treilhard,
17. Bréard,
18. Ramel.

Députés du nouveau tiers
1. Mortier-Duparc (Pierre), électeur.
2. Bardou-Boisquetin (Philippe-René), administrateur du département.
3. Delahaye (Jean-Pierre-Guillaume), ex-constituant.

- Franchet (Louis), administrateur du département, refuse.

## Seine
Liste principale
1. Lanjuinais (Jean-Denis),
2. Boissy d'Anglas (François-Antoine),
3. Henry-Larivière (Pierre-François-Joachim),
4. Defermon (Jacques),
5. Lesage [d'Eure-et-Loir] (Denis-Toussaint),
6. Durand-Maillane (Pierre-Toussaint),
7. Pelet [de la Lozère] (Jean),
8. Dusaulx (Jean),
9. Saladin (Jean-Baptiste-Michel),
10. Cambacérès (Jean-Jacques-Régis),
11. Thibaudeau (Antoine-Claire),
12. Isnard (Henry-Maximin).

Liste supplémentaire
1. Vernier,
2. Creuzé-Latouche,
3. Bailleul,
4. Doulcet,
5. Marec,
6. Rabaut-Pomier,
7. Pierret,
8. Lomont,
9. Pémartin,
10. Kervelegan,
11. Baudin,
12. Daunou,
13. La Revellière-Lépeaux,
14. Bernard-Saint-Affrique,
15. Penières,
16. Corenfustier,
17. Bergoeing,
18. Mollevaut,
19. Ramel,
20. Dumont (André),
21. Aubry,
22. Courtois,
23. Dévérité,
24. Harmand,
25. Rouzet,
26. Gamon,
27. Personne,
28. Girot-Pouzol,
29. Mathieu,
30. Grégoire,
31. Bailly,
32. Merlin [de Douai],
33. Philippe-Delleville,
34. Reubell,
35. Laurenceot,
36. Morisson.

Députés du nouveau tiers
1. Laffon-Ladebat (André-Daniel), électeur de la section de la Place Vendôme,
2. Muraire (Honoré), électeur de la section du Mont-Blanc,
3. Gibert-Desmolières (Jean-Louis), électeur de la Butte des Moulins,
4. Dambray (Charles Henri), ex-avocat général,
5. Portalis (Jean-Étienne-Marie), électeur de la section de Brutus,
6. Le Couteulx-Canteleu (Jean-Barthélemy), électeur de la section des Champs-Elysées.

## Seine-Inférieure
Liste principale
1. Boissy d'Anglas (François-Antoine),
2. Lanjuinais (Jean-Denis),
3. Henry-Larivière (Pierre-François-Joachim),
4. Cambacérès (Jean-Jacques-Régis),
5. Defermon (Jacques),
6. Dusaulx (Jean),
7. Lesage [d'Eure-et-Loir] (Denis-Toussaint),
8. Pelet [de la Lozère] (Jean),
9. Bourgois (Jacques-François-Augustin),
10. Bailleul (Jacques-Charles),
11. Durand-Maillane (Pierre-Toussaint).

Liste supplémentaire
1. Merlin [de Douai],
2. Dévérité,
3. Creuzé-Latouche,
4. Daunou,
5. La Revellière-Lépeaux,
6. Blutel,
7. Thibaudeau,
8. Reubell,
9. Merlin [de Thionville],
10. Vernier,
11. Isnard (Henry-Maximin),
12. Duval (Jean-Pierre),
13. Morisson,
14. LeTourneur [de la Manche],
15. De Bry,
16. Eschassériaux aîné,
17. Treilhard,
18. Doulcet,
19. Dumont (André),
20. Sautereau,
21. Barras,
22. Hardy,
23. Genissieu,
24. Siéyès,
25. Garran Coulon,
26. Castilhon,
27. Coupé [de l'Oise],
28. Bentabole,
29. Vincent,
30. Lefebvre [de la Seine-Inférieure],
31. Kervelegan,
32. Legendre [de Paris],
33. Creuzé-Pascal.

Députés du nouveau tiers
1. Rialle (Jacques-Ambroise), électeur du canton du Havre,
2. Bornainville (P.-S.-Jouen), négociant à Rouen,
3. Le Moyne (Simon-Sylvestre-Clément), ex-maire de Dieppe,
4. Lucas (François), procureur- syndic du district d'Yvetot,
5. Guttinguer (Jean-Ulric), négociant à Rouen.

## Seine-et-Marne
Liste principale
1. Bailly (Edme-Louis-Barthélemy),
2. Lanjuinais (Jean-Denis),
3. Himbert (Louis-Alexandre),
4. Viquy (Jean-Nicolas).

Liste supplémentaire
1. Boissy d'Anglas,
2. Henry-Larivière,
3. Lesage [d'Eure-et-Loir] ,
4. Saladin,
5. Pelet [de la Lozère] (Jean),
6. Durand-Maillane,
7. Morisson,
8. Pierret,
9. Defermon,
10. Dévérité,
11. Dusaulx,
12. Albert.

Députés du nouveau tiers
1. Godard (Jean-Louis-François), procureur général syndic du département.
2. Vienot-Vaublanc (Vincent-Marie), ex-législateur.
3. Picault (Antoine-Auguste-Michel), de Rosay.

## Seine-et-Oise
Liste principale
1. Lanjuinais (Jean-Denis),
2. Henry-Larivière (Pierre-François-Joachim),
3. Boissy d'Anglas (François-Antoine),
4. Pelet [de la Lozère] (Jean),
5. Defermon (Jacques),
6. Kervelegan (Augustin-Bernard-François),
7. Durand-Maillane (Pierre-Toussaint).

Liste supplémentaire
1. Dusaulx,
2. Corenfustier,
3. Marec,
4. Alquier,
5. Lomont,
6. Creuzé-Latouche,
7. Daunou,
8. Saladin,
9. Bailly,
10. Lesage,
11. Bailleul,
12. Ramel,
13. Cambacérès (Jean-Jacques-Régis),
14. Pémartin,
15. Baudin,
16. Courtois,
17. Dumont (André),
18. Dupuis,
19. Dévérité,
20. Bernard-Saint-Affrique,
21. Rouzet.

Députés du nouveau tiers
1. Tronchet (François-Denis),
2. Lebrun (Charles-François),
3. Tronson-Ducoudray (Guillaume-Alexandre),
4. Dumas (Guillaume-Mathieu).

## Deux-Sèvres
Liste principale
1. Jard-Panvillier (Louis-Alexandre),
2. Auguis (Pierre-Jean-Baptiste),
3. Cochon (Charles),
4. Chauvin (François Augustin).

Liste supplémentaire
1. Cambacérès (Jean-Jacques-Régis)
2. Boissy d'Anglas,
3. Garran-Coulon,
4. Thibaudeau,
5. La Revellière-Lépeaux,
6. Barras,
7. Legendre [de Paris],
8. Merlin [de Thionville],
9. Goupilleau [de Fontenay],
10. Camus,
11. Lecointe-Puy-raveau.

Députés du nouveau tiers
1. Tharreau (Pierre-Jean-François), procureur syndic du district de Bressuire,
2. Guérin (Pierre-Sylvain), procureur général syndic du département,

## Somme
Liste principale
1. Boissy d'Anglas (François-Antoine),
2. Lanjuinais (Jean-Denis),
3. Henry-Larivière (Pierre-François-Joachim),
4. Defermon (Jacques),
5. Creuzé-Latouche (Antoine),
6. Durand-Maillane (Pierre-Toussaint),
7. Bailleul (Jacques-Charles),
8. Jard-Panvillier (Louis-Alexandre).

Liste supplémentaire
1. Louvet(Florent),
2. Baudin [des Ardennes],
3. Dévérité,
4. Dusaulx,
5. Chasset,
6. Cambacérès (Jean-Jacques-Régis),
7. Pelet [de la Lozère] (Jean),
8. Vernier,
9. Lofficial,
10. Réal,
11. Obelin,
12. Saint-Martin [de l'Ardèche],
13. Couppé [des Côtes-du-Nord],
14. Kervelegan,
15. Ferrand,
16. Laurenceot,
17. Rochegude,
18. Palasne-Champeaux,
19. Barailon,
20. Lomont,
21. Ezemar,
22. Morisson,
23. Debourges,
24. Gantois.

Députés du nouveau tiers
1. Tattegrain père (Louis-Furcy), président de l'Assemblée électorale,
2. Lemarchant-Gomicourt (Antoine-Joseph),
3. Decrecy (Ferdinand-Denis), d'Abbeville.

## Tarn
Liste principale
1. Lacombe Saint-Michel (Pierre-Jean),
2. Meyer (Jean-Baptiste),
3. Gouzy (Jean-Paul-Louis),
4. Tridoulat (Louis-Gaspard).

Liste supplémentaire
1. Boissy d'Anglas,
2. La Revellière-Lépeaux,
3. Legendre (de Paris),
4. Barras,
5. Lesage,
6. Louvet(Jean-Baptiste),
7. Clauzel,
8. Collombel [de la Meurthe],
9. Chenier,
10. Grégoire,
11. Garrau,
12. Pierret.

Députés du nouveau tiers
1. Robert (Guillaume), électeur du canton de Sorèze,
2. Cardonnel (Pierre-Salvi-Félix), homme de loi,
3. Fregeville (Henry), électeur du canton de Villefranche,

- Limouzy (Jean), homme de loi, refuse.

## Var
Liste principale
1. Lanjuinais (Jean-Denis),
2. Henry-Larivière (Pierre-François-Joachim),
3. Despinassy (Antoine-Joseph-Marie),
4. Isnard (Henry-Maximin).

Liste supplémentaire
1. Boissy d'Anglas,
2. Alquier,
3. Grégoire,
4. Saladin,
5. Morin,
6. Ramel,
7. Thibault,
8. Dumont (André),
9. Defermon,
10. Chambon Latour,
11. Beffroy,
12. Chauvin.

Députés du nouveau tiers
1. Pastoret (Emmanuel), ex-législateur,
2. Portalis aîné (Jean-Étienne-Marie), homme de loi.

## Vaucluse
Liste principale
1. Rovère (Joseph-Stanislas-François-Xavier-Alexis),
2. Olivier-Gerente (Joseph-Fiacre),
3. Boursault (Jean-François).

Liste supplémentaire
1. Girot-Pouzol,
2. Saladin,
3. Henry-Larivière,
4. Boissy d'Anglas,
5. Lanjuinais,
6. De Bry (Jean),
7. Martinel,
8. Durand-Maillane,
9. Dusaulx.

Députés du nouveau tiers
1. Chappuy (Hyacinthe-Adrien), administrateur du département,
2. Jacquier (Louis-Michel), administrateur du département.

## Vendée
Liste principale
1. Goupilleau [de Fontenay] (Jean-François-Marie),
2. Maignen (François),
3. Boissy d'Anglas (François-Antoine),
4. Cochon (Charles),
5. Gaudin (Joseph-Marie-Jacques-François).

Liste supplémentaire
1. Cambacérès (Jean-Jacques-Régis),
2. Legendre [de Paris],
3. Barras,
4. Thibaudeau,
5. Sieyès,
6. Merlin [de Douai],
7. La Revellière-Lépeaux,
8. Garran-Coulon,
9. Merlin [de Thionville],
10. Garos,
11. Dubois-Crancé,
12. Eschassériaux aîné,
13. Louvet(J.-B.),
14. Girard-Villars,
15. Tallien.

Députés du nouveau tiers
- Gonnor l'aîné (Jacques-Louis), refuse.

1. Chapelain (Vincent),
2. Luminais l'ainé (Michel-Pierre),

## Vienne
Liste principale
1. Thibaudeau fils (Antoine-Claire),
2. Creuzé-Latouche (Jacques-Antoine),
3. Dutrou-Bornier (Jean-Félix),
4. Bion (Jean-Marie).

Liste supplémentaire
1. Boissy d'Anglas,
2. Lanjuinais,
3. Chauvin,
4. Creuzé-Pascal,
5. Cambacérès (Jean-Jacques-Régis),
6. Henry-Larivière,
7. Lesage [d'Eure-et-Loir]
8. Defermon,
9. Barras,
10. Laurenceot,
11. Merlin [de Douai],
12. Saladin.

Députés du nouveau tiers
1. Brault (Louis), président du tribunal criminel,
2. Faulcon (Marie-Félix), ex-constituant.

## Haute-Vienne
Liste principale
1. Bordas (Pardoux),
2. Legendre (Louis),
3. Louvet (Jean-Baptiste),
4. Gay-Vernon (Léonard).

Liste supplémentaire
1. Carnot,
2. Cledel,
3. Sieyès,
4. Brival,
5. Duval (Charles),
6. Collombel [de la Meurthe],
7. Monmayou,
8. Villetard,
9. Garrau,
10. Audouin,
11. Guyomar,
12. Plazanet.

Députés du nouveau tiers
1. Guinaud (Jean), accusateur public,
2. Jevardat-Fombelle (Léonard).

## Vosges
Liste principale
1. Poullain-Grandprey (Joseph-Clément),
2. Perrin (Jean-Baptiste),
3. Fricot (Firmin),
4. Balland (Charles-André),
5. Souhait (Joseph-Julien).

Liste supplémentaire
1. Cambacérès (Jean-Jacques-Régis),
2. Merlin [de Douai],
3. Boissy d'Anglas,
4. Mollevaut,
5. Lanjuinais,
6. Barras,
7. Sieyès,
8. Bailly,
9. Chenier,
10. Lesage [d'Eure-et-Loir] ,
11. Henry-Larivière,
12. Genissieu,
13. Carnot,
14. Baudin,
15. Couhey.

Députés du nouveau tiers
1. Dubois (Dieudonné), ancien administrateur du département,
2. Lepaige (Joseph-Sébastien), scrutateur de l'Assemblée électorale.

## Yonne
Liste principale
1. Lanjuinais (Jean-Denis),
2. Chastellain (Jean-Claude),
3. Lesage [d'Eure-et-Loir] (Denis-Toussaint),
4. Henry-Larivière (Pierre-François-Joachim),
5. Mailhe (Jean).

Liste supplémentaire
1. Boissy d'Anglas,
2. Dusaulx,
3. Durand-Maillane,
4. Saladin,
5. Jeannest [La Noue], élu en 1792 par le département;
6. Defermon,
7. Pelet [de la Lozère] (Jean),
8. Rouzet,
9. Bailleul,
10. Grégoire,
11. Delahaye,
12. Rabaut-Pomier,
13. Doulcet-Pontécoulant (Louis-Gustave), député du Calvados en exercice,
14. Bion,
15. Rovère.

Députés du nouveau tiers
1. Paradis (Boniface), électeur, propriétaire à Auxerre,
2. Gau l'aîné (Joseph-François), propriétaire à Villeneuve-sur-Yonne,
3. Fourcade (Jacques), procureur syndic du district de Tonnerre.